# گرانویل لا تانتوریه
گرانویل لا تانتوریه (فرانسوی: Grainville-la-Teinturière‎) (تلفظ فرانسوی: [ɡʁɛ̃vil la tɛ̃tyʁjɛ:ʁ]</link>) یک کمون در بخش سن ماریتیم در ناحیه نرماندی در شمال کشور فرانسه است.

## جغرافیا
گرانویل لا تانتوریه دهکده‌ای است کشاورزی و جنگل‌داری، که در کرانه رودخانه دوردُن در پی دو کو، حدوداً ۲۸ مایلی (۴۵ کیلومتری) جنوب غربی  دیِئپ، و در محل اتصال جاده‌های D71، D75 و D131 واقع شده است.

## مکان‌های دیدنی
- کلیسای نوتردام، متعلق به قرن شانزدهم.
- بقایای یک دِژ از قرن ۱۱ شامل  تپه‌وحیاط، برجک دفاعی، خندق
- موزه ای ژان دو بتنکور (فرانسوی: Jean de Béthencourt‎)، کاوشگر و بنیان‌گذار پادشاهی جزایر قناری، که در این قلعه درگذشت.

## شهرهای دوقلو (خواهرخوانده)
- بتانکوریا، فوئرته‌ونتورا، در جزایر قناری.
- تگیسه، لانزاروته، در جزایر قناری.